# Bulbophyllum bractescens
Bulbophyllum bractescens là một loài phong lan thuộc chi Bulbophyllum.